# Джузеппе Массерія
Джузеппе «Джо Бос» Массерія (італ. Giuseppe Masseria, 17 січня 1886 — 15 квітня 1931) — ранній бос італо-американської мафії в Нью-Йорку. З 1922 по 1931 рік був босом того, що зараз називається злочинною сім’єю Дженовезе, однією з п’яти сімей нью-йоркської мафії. У 1930 році брав участь у Кастелламмарській війні, щоб взяти під контроль злочинну діяльність у Нью-Йорку. Війна закінчилася його вбивством 15 квітня 1931 року під час замаху, який скоїв його власний солдат Чарльз «Лакі» Лучано за угодою з головою конкуруючої фракції Сальваторе Маранцано.

## Біографія
Джузеппе Массерія народився 17 січня 1886 року в Менфі, провінція Агрідженто, Сицилія, в родині кравця. Ще в дитинстві, переїхав до міста Марсала, що в провінції Трапані. Массерія іммігрував до Сполучених Штатів у 1902 році. Потім приєднався до злочинної родини Морелло, яка перебувала в Гарлемі та частинах Маленької Італії на півдні Манхеттена. Массерія був сучасником інших капітанів цієї мафіозної родини, таких як Гаетано Рейна. У 1909 році Массерія був засуджений за крадіжку зі зломом і отримав умовний термін.
13 квітня 1913 року поліція виїхала на виклик про пограбування ломбарду. Злочинці втекли, але залишили на місці злочину свої інструменти, призначені для злому. Спецслужбам вдалося зняти відбитки пальців та знайти злочинців. То були четверо чоловіків, серед яких був і Массерія. В орендованій ними квартирі були також виявлені професійні інструменти, які могли бути використані для проникнення до приміщення.
23 травня 1913 року Массерія був засуджений до чотирьох років ув'язнення за крадіжку третього ступеня.

## Ліквідація
У таємній угоді з Маранцано Лакі Лучано погодився організувати ліквідацію свого боса Массерії, в обмін на те, щоб отримати під свій вплив на структуру Массерії та стати другим командувачем Маранцано. Колт Джо Адоніс приєднався до фракції Массерії, Массерія дізнався про зраду Лучано, він звернувся до Адоніса з вимогою вбити Лучано. Однак Адоніс таємно попередив Лучано про план його вбивства.
15 квітня 1931 року Лучано заманив Массерію на зустріч, в ресторан під назвою Nuova Villa Tammaro на Коні-Айленді, де й було скоєне вбивство. Поки члени групи грали в карти, Лучано нібито відлучився до туалету. В той момент озброєні нападники скоїли вбивство, якими були як повідомлялось, Альберт Анастасія, Віто Дженовезе, Джо Адоніс і Бенджамін «Багсі» Сигел,. Чіро Терранова був за кермом автомобіля яким злочинці тікали з місця пригоди. Але Легенда свідчить, що він був занадто приголомшений після побаченого, щоб бути в змозі керувати авто, і Сігел був змушений виштовхнути його з водійського сидіння.